# Saint-Bonnet-le-Bourg
Saint-Bonnet-le-Bourg település Franciaországban, Puy-de-Dôme megyében. Lakosainak száma 180 fő (2022. január 1.). Saint-Bonnet-le-Bourg Doranges, Fayet-Ronaye, Novacelles, Saint-Bonnet-le-Chastel és Saint-Germain-l’Herm községekkel határos.

## Népesség
A település népessége az elmúlt években az alábbi módon változott:
| Lakosok száma | 138  | 145  | 157  | 163  | 165  | 167  | 169  | 175  | 180  |
|               | 2013 | 2015 | 2016 | 2017 | 2018 | 2019 | 2020 | 2021 | 2022 |